# みずしな孝之
みずしな 孝之（みずしな たかゆき、1973年7月10日 - ）は、日本の漫画家、舞台俳優。東京都大田区大森地区生まれ、板橋区出身。男性。本名は水科 孝之（読み同じ、役者時は本名を使用）。

## 来歴
幼少時(1979年-)に板橋区高島平に移転し、東京都立北園高等学校、東京学芸大学教育学部卒業。小学校教員免許所持。父親は鮫洲運転免許試験場の試験官だった。一般化されている愛称は、しなっち（特に使用）、しなっちょ、しなボン。現在は東京都豊島区に在住、近隣の情報をネタにすることもある。
1988年に月刊ホエールズ(現・月刊ベイスターズ)に投稿を開始した。1989年に月刊ホエールズのイラストカットでプロ活動をスタート。
高校在学中の1991年、『まんがスポーツ』6月号（芳文社）の「第34回新人スポーツまんが展」に4コマ漫画「気分はメジャーリーグ」（『混セでSHOWTIME』巻末に特別収録）を本名の水科孝之名義で投稿し努力賞を受賞。翌7月号に「混セでSHOWTIME」でデビューした際、「漢字が読みにくいから」と勝手に担当に本名をいじられ、事後承諾ではあったが、「みずしな孝之」のペンネームを初使用するに到った。代表作に『ササキ様に願いを』『幕張サボテンキャンパス』『いい電子』など。『けものとチャット』はOVA化、『いとしのムーコ』はテレビアニメ化されている。
漫画以外では、かつてこむらなるなりとお笑いコンビ「ナイスアイスティ!」を結成していたことがあるほか、2003年よりうわの空・藤志郎一座に役者として所属。以後すべての本公演に出演し、自身のネタ中心のお笑いライブ「しなまつり」を毎年開催したり、劇団のエッセイ漫画『うわの空チュートリアル』をまんがライフにて連載していたが、2017年9月5日を以て退団した。なお、コナミのゲーム『GUITARFREAKS』や『Drummania』では、ボーカリスト（Handsome JET Projectの楽曲のバックボーカル）としても登場している。

## マンガの特徴
- 4コマ形式のギャグ漫画や、みずしな自身および周辺人物がそのまま出演するエッセイ漫画・レポート漫画を中心としている。2010年代以降は4コマ形式の連載が激減し、2018年を最後に現在は4コマの連載を持っていない。
- 自身の他の漫画のキャラクターを、頻繁にカメオ出演させている。[2]
- ほとんどの作品はタイトル以外写植を使わない。理由は、締め切りに間に合わず、印刷にぎりぎりという場合が多くなり写植が打てなくなったことから慣習化していたが、『いとしのムーコ』以降は写植を使う頻度が増えている。初期のころは自分の作品のページのどこかにほぼ毎回一匹蝶々のイラストを描いている。
- 2010年頃、アシスタントである藤井みどりの影響で秋田県へ足を運ぶようになり、秋田県を舞台にした『いとしのムーコ』や『きりもやびより』をイブニングで連載している。

## 人物
- 横浜大洋ホエールズ・横浜ベイスターズ・横浜DeNAベイスターズファンであり、球団のファン雑誌である『月刊ベイスターズ』（当時は『月刊ホエールズ』）の読者投稿欄常連であった。ちなみに2004年以降は当時アシスタントであった松村（現姓：内藤）佳代子に薦められてパ・リーグ限定として北海道日本ハムファイターズのファンになっている。
- 読みにくいからとつけられたペンネームだが、本人によれば逆に「孝之」の方が誤表記されることが多く、ファンレターでは「考之」や「考え」などと間違えられる。名前ネタとしては字を間違えられること以外にも「野球漫画家の水島新司と苗字が似ているが、血縁関係はない」というのがササキ様に願いを内の書き下ろし4コマで使用されている。
- 北海道テレビ製作の番組『水曜どうでしょう』のファンであり、DVDを作業のBGVにして楽しんでいることから、自身の著作によく同局のマスコットキャラクターonちゃんを描いている。また、『いい電子』の作中でTEAM NACSのメンバーのイラストを描いたところ、それが縁で出演者の所属事務所CREATIVE OFFICE CUEのファンクラブ会報に連載を持つことになった。
- WWEをよく見、来日公演はほとんど見に行っている。好きなスーパースター（プロレスラー）はカート・アングル。またジョン・シナに関しては「同名」ということもあり、ゲーム内で自作のキャラクターと「シナ統一戦」を行ったりするほどである。
- 自身の顔が、槇原敬之やふじいあきらに似ていることを作品や舞台上でネタにしており、似ていることは共に本人のお墨付きである。一時期髪を長く伸ばしていたため、あまり似なくなっていた。2007年秋ごろと2013年の秋ごろに舞台での役柄上、再び髪型を丸坊主にしていた。
- 自身の日記・ブログでは思ったことを率直に言い、それが時折辛辣な表現になることがある。その一方、周囲からの評価について自虐的なネタにすることも多い。
- また、料理が上手で『いい電子』や『ミズシネマ』でそのことを自負している場面があったり、自身のブログでもたびたび画像付きで記事を書いたりするが、意外と知らないファンもおり「料理するんですか?」などとコメントがつけられることがある。漫画雑誌のグラビアページであっきうに料理をレクチャーする特集企画が掲載されたこともある。
- TBSラジオのヘビーリスナーで、作業用BGMにしていることが作中にしばしば描かれている。好きな番組はラジオチューナー付のICレコーダーに録音するほどでもある。ちなみに、特に好きなTBSアナウンサーは小島慶子（現在はTBSを退職）。2011年4月より同局の番組審議委員を務めている[3]。
- ハロー!プロジェクトの大ファン[4]。推しメンはJuice=Juiceの金澤朋子。
- 漫画をはじめ、多くの公の場で公表していないが既婚者。ちょぼらうにょぽみのちょぼらうにょぽみのピコピコゲーム温泉での50回到達記念対談で、25歳に結婚していたことをカミングアウトした。ちなみに本人曰く結婚に関して非公表だったのは『隠していた訳ではないが誰からも聞かれず特に言う機会も無かったから』らしい。[5]

## 交友
こいずみまり、重野なおき、小坂俊史、藤島じゅん、神奈川のりこ、あっきう、やくみつる、たかみね駆ほか竹書房の雑誌で連載経験のある4コマ漫画家らと親交がある。漫画家では日本橋ヨヲコとも親しい。また稲垣吾郎は中学校の、津田大介は高校の同級生、宇出津和仁とは大学の同じ学科出身である。
ロックバンドシュノーケルの西村晋弥とも交流があり、同バンドの「Please!」の歌詞を共に書いた。
漫画のモデルとした佐々木主浩本人とも交友があり、その縁から佐々木の妻榎本加奈子が経営する『kanakoのスープカレー屋さん』の店のロゴデザインを担当した。『戦え!アナウンサー』はフジテレビのアナウンサー陣と交友があったことから生まれた。

## 主要作品リスト
特記がない作品は4コマ漫画。

### 連載作品・単発作品
混セでSHOWTIME
1991年 - 1994年、『まんがスポーツ』（芳文社）連載。単行本は竹書房から全1巻。
ササキ様に願いを
1994年 - 2000年・2004年、『パロ野球ニュース』→『月刊スポコミ』→『まんがくらぶオリジナル』（竹書房）連載。単行本全6巻、および+。
幕張サボテンキャンパス
1994年 - 2003年、『まんがくらぶ』・『まんがライフオリジナル』・『まんがくらぶオリジナル』（いずれも竹書房）連載。単行本全11巻、文庫本全6巻。
戦え!アナウンサー
1997年 - 2003年、『ヤングアニマル』（白泉社）連載。単行本全6巻、再編集版がエンターブレインより全3巻。
ベイスタ流
1999年 - 2010年、『月刊ベイスターズ』（横浜ベイスターズ）連載。単行本既刊1巻（竹書房より。巻数表記無し）。1ページ作品。
いい電子 → いいでん!
1999年 - 2015年、2017年、『ファミ通』（アスキー→エンターブレイン）連載。『いい電子』単行本全11巻。エッセイ作品。
2011年からタイトルを『いいでん!』に変更。単行本全4巻。
ミズシネマ
2001年 - 2007年、『月刊少年ジャンプ』（集英社）連載。単行本全3巻。エッセイ作品。
妄想トリビュート
2001年 - 2018年 、『ROCKIN'ON JAPAN』（ロッキング・オン）連載。単行本既刊1巻。1ページ作品。
チクチワワ
2003年 - 2004年、『まんがくらぶオリジナル』（竹書房）連載。単行本全1巻。
Mac不安ちゃん
2003年 - 2014年、『MacFan』（マイナビ）連載。単行本全1巻。1ページ作品。
けものとチャット
2005年（2003年読み切り掲載） - 2011年、『まんがくらぶオリジナル』・『まんがくらぶ』（いずれも竹書房）連載。単行本全7巻。
うわの空チュートリアル
2005年 - 2014年、『まんがライフ』（竹書房）連載。単行本全4巻。エッセイ4コマ。
ファイナルファンタジーXI プレイ日記（4コマ漫画などを担当）
2005年、エンターブレイン刊。
GUITARFREAKS・drummania（楽曲ムービー）
みずしな孝之のほどほど日記
2008年 - 不明、『ドパミン』（携帯サイト、星雲社/デジタル・コンテンツ・パブリッシング）連載。単行本既刊1巻（巻数表記なし）。エッセイ4コマ。
にゃがまさ通信
2011年 - 2012年、『本当にあったゆかいな話』（竹書房）連載。エッセイ作品。単行本全1巻。
アシスタント・藤井みどりとの同時連載。
ピンクそらりんご
2012年 - 2013年、『まんがくらぶオリジナル』（竹書房）連載。『まんがライフSTORIA』（同）にショートコミックを1話掲載。単行本未収録。
たばたちゃん派
2013年 - 2016年、『まんがくらぶオリジナル』・『まんがライフ』・『まんがライフオリジナル』（竹書房）連載。単行本全5巻。
くまっチャウンダー
2014年 - 2016年、『やわらかスピリッツ』（小学館・ウェブコミック配信）連載。単行本全1巻。
猫喫茶いぬい
2016年 - 2018年、『まんがライフオリジナル』（竹書房）連載。単行全1巻。
いとしのムーコ → だいすき！いとしのムーコ
2011年 - 2020年 、 2023年9月10日  -  、『イブニング』→ 『コミックDAYS』（講談社）連載。単行本全17巻（いとしのムーコ）、既刊2巻（だいすき！いとしのムーコ）。ショートコミック。
きりもやびより
2021年 - 2023年 、『イブニング』（講談社）連載。単行本全5巻。ショートコミック。
つきたて！オモちゃん
2023年10月3日  -  、『週刊コロコロコミック』（小学館）連載。単行本既刊2巻。ショートコミック。

### イラスト作品
ダイハチ（秋田ダイハツ販売）
2020年 - 、秋田ダイハツ整備キャラクターとして秋田犬をモチーフにデザイン。「いとしのムーコ」のムーコやムーコ自身がCMに出演しておりその縁で制作。名前は一般公募にて決定した。

## 出演

### パーソナリティ
- うわの倶楽部ステーション（BBstation、2008年10月21日 - 2016年12月20日）

### ゲスト出演
- 情報アキハバラエティ はばラヂ（BBstation、第132回・2008年10月2日）
- ミュ〜コミ+プラス（ニッポン放送 2017年2月23日）
- 爆夜〜BAKUNAI （ラジオ日本 2018年2月4日）

### 声優
- けものとチャット（竹書房、2009年10月23日発売）※金子 役
- ラブリームービー いとしのムーコ Season2（BSフジ、2014年8月10日）※16話 「Baseball」 - 高校野球解説者 役